# Acronicta obsoleta
Acronicta obsoleta är en fjärilsart som beskrevs av Tutt 1891. Acronicta obsoleta ingår i släktet Acronicta och familjen nattflyn. Inga underarter finns listade i Catalogue of Life.